# Lumières dans les ténèbres
Pour plus de détails, voir Fiche technique et Distribution.
Lumières dans les ténèbres (titre original : Luce nelle tenebre) est un film italien réalisé par Mario Mattoli, sorti en 1941.

## Synopsis
Alberto Serrani est un ingénieur des mines qui rencontre les deux filles d’un médecin. L'une, Marina, est douces et simples alors que l’autre, Clara, est trouble et frivole. C'est de cette dernière dont il tombe immédiatement amoureux.
Alberto part rejoindre le lieu de son travail, à l’étranger, pour diriger une société minière, lors d’une inspection il est victime d’un accident et perd la vue, tandis que sa petite amie Clara le trahit en Italie avec un musicien, Sartori.
De retour dans son pays natal, l’ingénieur désormais aveugle ne trouve que Marina pour l’accueillir qui prend le rôle de sa sœur qui s’est enfuie avec Sartori, l’assiste avec amour et le soutient au moment de l’hospitalisation, pour une chirurgie oculaire.
L’opération des yeux sera réussie, Alberto découvrira la vérité sur Marina et l'épousera.

## Fiche technique
- Titre français : Lumières dans les ténèbres
- Titre original : Luce nelle tenebre
- Réalisation : Mario Mattoli, assisté de Steno
- Scénario : Mario Mattoli
- Direction artistique : Cesare Pavani
- Décors : Ottavio Scotti
- Costumes : Fabrizio Carafa
- Photographie : Arturo Gallea
- Montage : Fernando Tropea
- Société de production : Industria Cinematografica Italiana (INCINE)
- Pays d'origine : Royaume d'Italie
- Format : Noir et blanc - 35 mm - 1,37:1 - Mono
- Durée : 83 minutes
- Date de sortie : 
  -  Royaume d'Italie : 12 juillet 1941
  -  France : 13 février 1942

## Distribution
- Fosco Giachetti : Alberto Serrani
- Alida Valli : Marina Ferri
- Clara Calamai : Clara Ferri
- Enzo Biliotti : le professeur Ferri
- Carlo Campanini : Farelli